# Míldio
Não confundir com o oídio, uma doença similar causada por fungos unicelulares da família Erysiphacea.

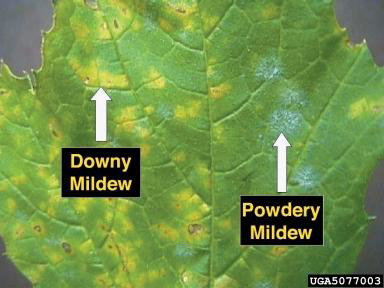
Folha doente mostrando a diferença entre o míldio (downy mildew) e o oídio (powdery mildew).

Míldio (do inglês mildew, por via do francês mildiou, um bolor) é a designação comum dada a um conjunto de doenças das plantas causada por organismos parasitas da família Peronosporaceae (Oomycota) que formam manchas descoloradas translúcidas, por vezes recobertas por camadas pulverulentas, nas folhas e outros órgãos das plantas afectadas, que depois necrosam e ficam secas e quebradiças. Aqueles organismos, semelhantes a fungos, grupo em que tradicionalmente foram incluídos, são parasitas obrigatórios, de elevada patogenicidade, pertencentes a diversas espécies, cada uma infecciosa apenas para um reduzido conjunto de espécies hospedeiro. Frequentes em regiões húmidas, os míldios causam grandes prejuízos em culturas agrícolas, com destaque para a vinha, as cucurbitáceas, o tabaco, a batateira e o tomateiro.

## Descrição
Após a infecção, que se dá pela penetração de um zoósporo por um estoma do hospedeiro, as hifas do míldio desenvolvem-se entre as células da planta infectada, formando um micélio, em geral denso, com haustórios que penetram no interior das células vegetais, através dos quais o parasita se alimenta.
Sendo parasitas obrigatórios, o ciclo de vida dos organismos causadores do míldio desenvolve-se quase por inteiro no interior do hospedeiro, aproveitando a sua fase de maior actividade vegetativa. Para ultrapassar o período de repouso vegetativo, aqueles organismos necessitam de esporos sexuais de resistência para sobreviver de um ano para outro.
Estes organismos reproduzem-se nos períodos de maior humidade atmosférica, formando macroconídios a partir de conidióforos que germinam sobre a superfície da planta a partir de hifas que saem através dos estomas, formando esporangióforos monopodialmente ramificados que suportam esporângios ovalados característicos.
Aquelas estruturas dão origem a órgãos sexuais esféricos e com apêndices sinuosos, os oogónios e os anterídeos. A fecundação do oogónio pelo anterídeo dá origem a um oósporo diplóide, produzindo um oósporo por oogónio. Os oósporos, assim designados devido à sua forma abovada, são produzidos dentro dos tecidos do hospedeiro, sendo libertados para o solo pela queda das folhas ou permanecendo nos tecidos necrosados. Podem manter a viabilidade até dois anos, germinando geralmente na primavera durante períodos de alta humidade e calor.
A germinação do oósporo, em geral na superfície do solo, forma um macroconídio dentro do qual são produzidos os zoósporos. Quando maturam, os macroconídios libertam zoósporos, esporos ciliados capazes de se deslocarem na água e que são responsáveis pela contaminação primária. Os zoósporos penetram na planta através dos estomas, reiniciando o ciclo de infecção.
O zoósporo ao penetrar através do estoma produz um micélio cenocítico intercelular provido de haustórios que absorvem nutrientes da planta, consolidando a infecção. Estabelecida a infecção primária, o míldio frutifica (fase assexual) nas lesões causadas, formando os esporângios que se destacam facilmente dos esporangiósporos, permitindo a disseminação pelo vento, repetindo vários ciclos de infecção secundária durante o desenvolvimento vegetativo da planta e das plantas vizinhas. Quando feita a partir do solo, a infecção primária é devido aos respingos de chuva, motivo pelos quais os primeiros sintomas surgem nas partes verdes mais próximas da superfície do solo.
A importância fitopatológica do míldio é maior em regiões onde com chuvas abundantes durante o período vegetativo das plantas que são espécie hospedeiro, pois os zoósporos germinam e disseminam-se na presença de uma lâmina de água.
Sendo aparentados com as algas, os organismos causadores do míldio respondem bem a tratamentos à base de cobre, como a calda bordalesa.

### Míldio e oídio
O míldio distingue-se do oídio pelas seguintes características:
- O míldio penetra no interior dos órgãos da planta, enquanto o oídio é um parasita superficial que não penetra o interior do órgão que ataca, sendo por consequência curável.
- As manchas foliares (mancha de azeite) do míldio são translúcidas e vêem-se dos dois lados da folha, enquanto as manchas do oídio, pelo menos inicialmente, só se vêem do lado atacado, geralmente na página inferior da folha, tendo o aspecto de feltro branco sujo e depois cinzento, cheirando a mofo.